# Karol Chodkiewicz

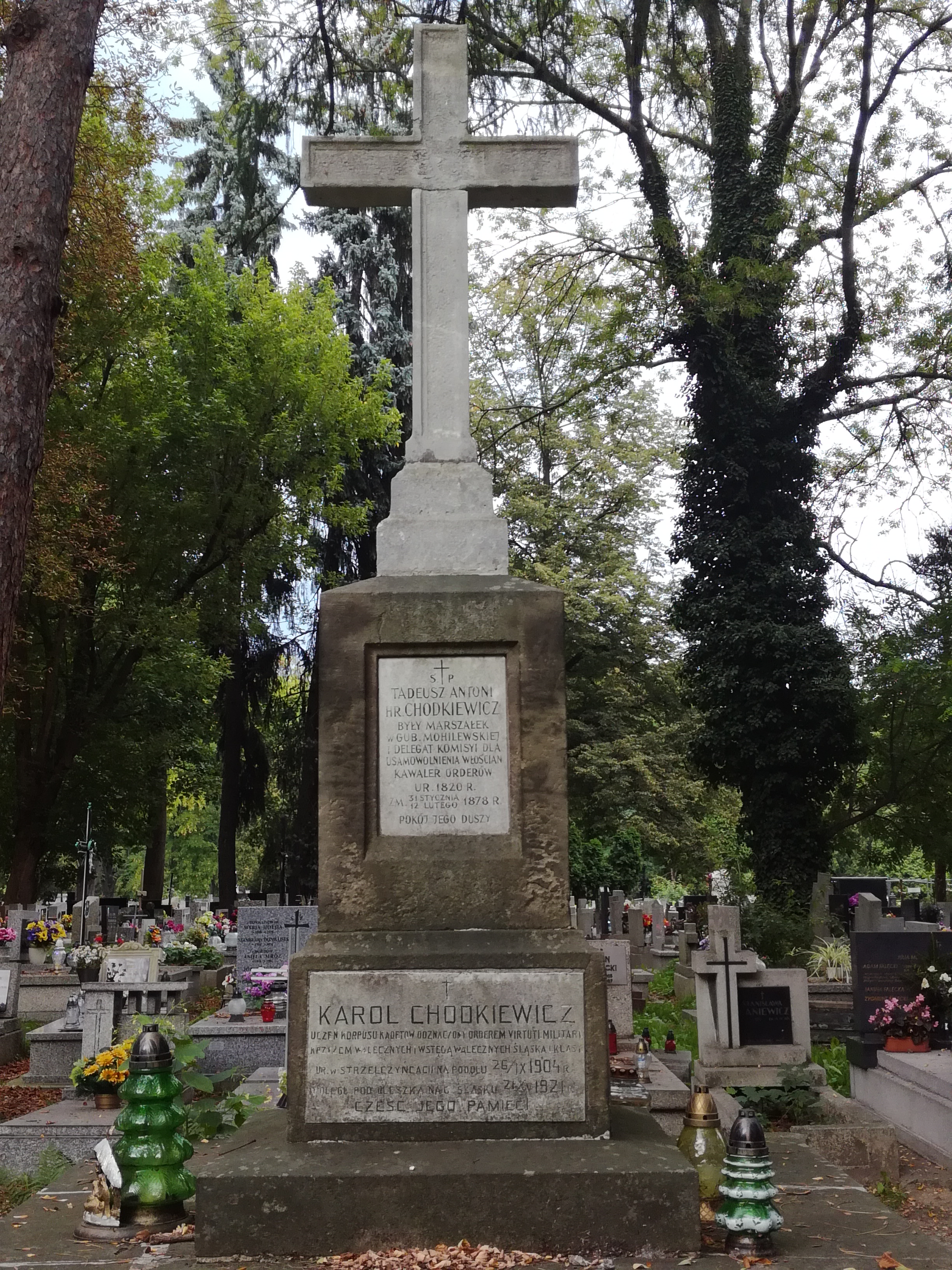
Grób Karola Chodkiewicza na cmentarzu Rakowickim

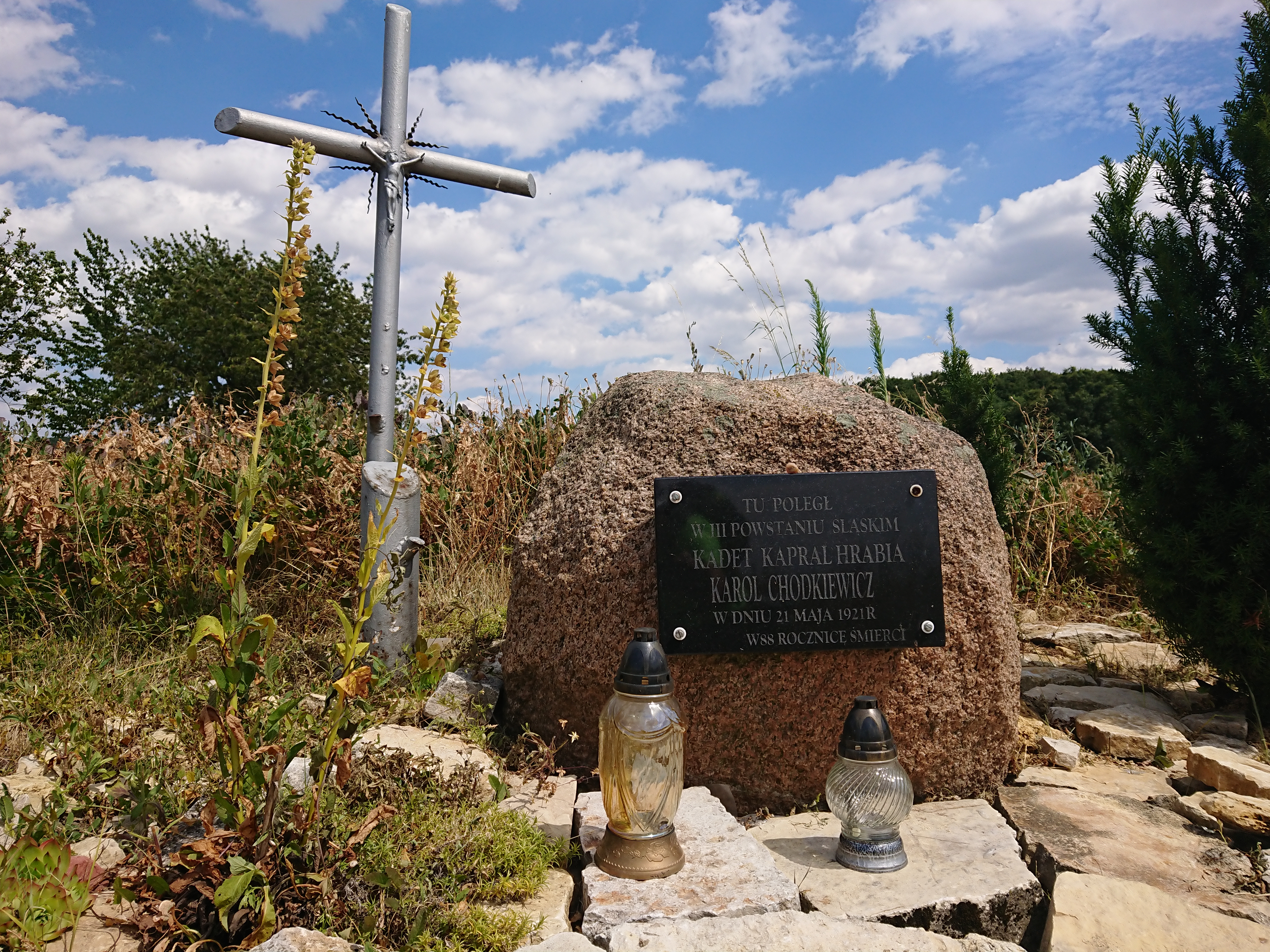
Głaz pamiątkowy w miejscu śmierci Karola Chodkiewicza w okolicy wsi Oleszka

Karol Hieronim Chodkiewicz (ur. 12 września 1904 w Strzelczyńcach, zm. 21 maja 1921 w Oleszce) – kadet kapral, powstaniec śląski, działacz niepodległościowy, kawaler Orderu Virtuti Militari.

## Życiorys
Urodził się 12 września 1904 w Strzelczyńcach, w ówczesnym powiecie bracławskim guberni podolskiej, w rodzinie Karola, obywatela ziemskiego i Faustyny. Uczył się w Żytomierzu i we Lwowie. Następnie kontynuował naukę w Korpusie Kadetów nr 1 w Łobzowie, w którym ukończył szóstą klasę gimnazjum.
Razem z grupą około 70 kolegów wziął udział jako ochotnik w III powstaniu śląskim. Walczył w 8 pułku piechoty, w rejonie Góry św. Anny. Poległ 21 maja 1921 w bitwie pod Oleszką. By uniknąć dostania się w ręce Niemców popełnił samobójstwo, a według innej wersji zmarł od postrzału niemieckiego). Pochowany pierwotnie w mogile zbiorowej na cmentarzu w Jasionej, następnie zwłoki przeniesiono na cmentarz Rakowicki w Krakowie (pas 26, płd.).
Tablica ku jego czci znajduje się na ścianie kaplicy pw. Nawiedzenia NMP we wsi Oleszka. W tejże wsi głaz narzutowy z tablicą w miejscu jego śmierci. Tablica upamiętniająca Chodkiewicza jest także wmurowana w mur Wawelu przy drodze prowadzącej do głównego wejścia. Jest patronem 7 Wołczyńskiej Drużyny Harcerzy Flammae.
Jego biograf literacki Ludwik Łakomy przyjął błędnie i ukazał swojego bohatera, jako chełpiącego się przy każdej sposobności pochodzeniem z rodu hetmana Chodkiewicza, co stanowiło błąd historyczny powielany niekiedy do dzisiaj.
Od 2016 patron skweru w Katowicach, na terenie osiedla Tysiąclecia. Jego imieniem nazwano także jedną z ulic Kielc.

## Ordery i odznaczenia
- Krzyż Srebrny Orderu Wojskowego Virtuti Militari nr 7793 – pośmiertnie 27 czerwca 1922[1][4][8]
- Krzyż Niepodległości – pośmiertnie 17 marca 1938 „za pracę w dziele odzyskania niepodległości”[9][10]